# Carolina Schutti

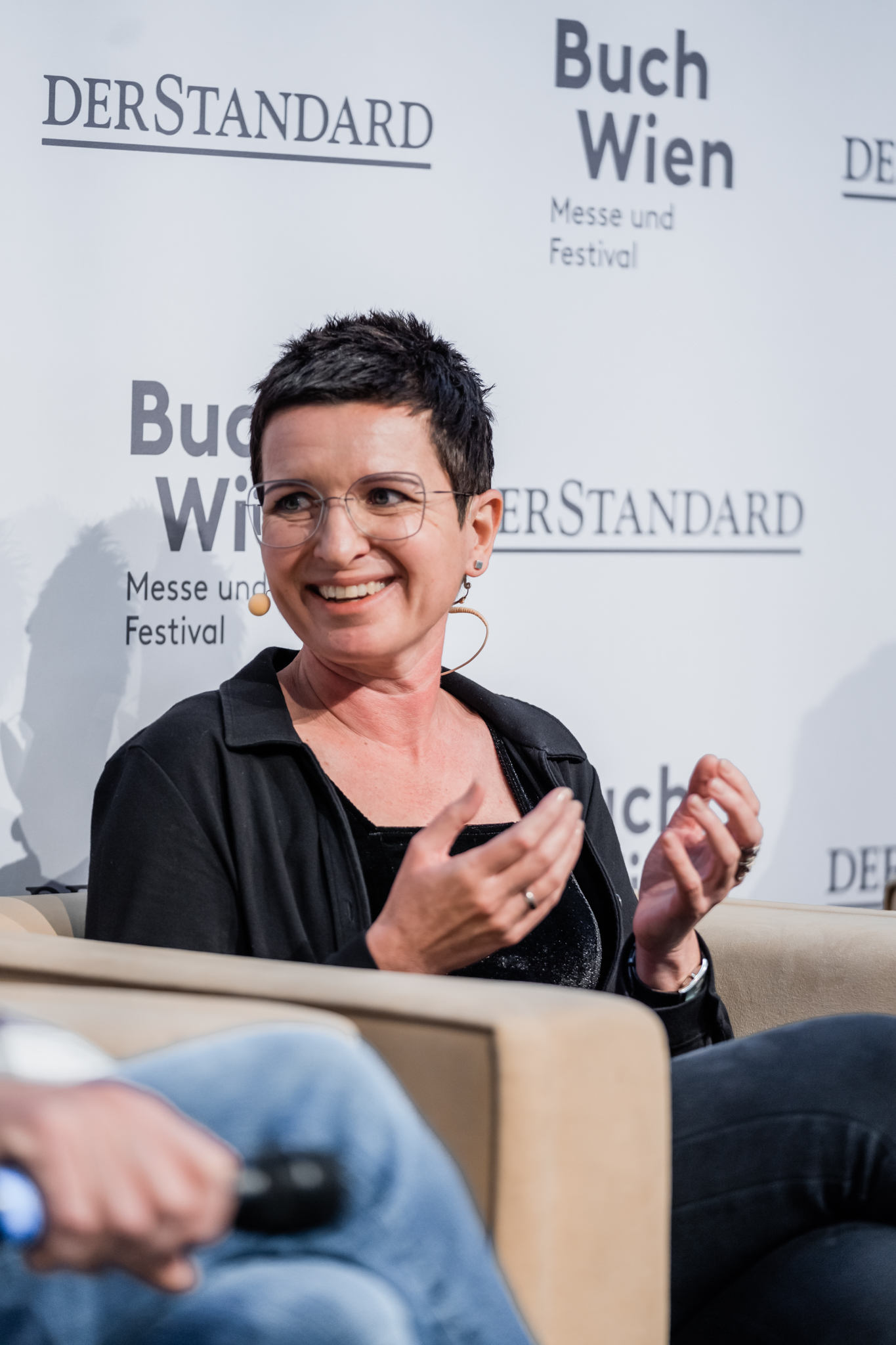
Carolina Schutti bei der Buch Wien (2022)

Carolina Schutti (* 1976 in Innsbruck) ist eine österreichische Schriftstellerin.

## Leben
Schutti studierte Germanistik, Anglistik und Amerikanistik und Konzertgitarre, absolvierte eine Gesangsausbildung und promovierte über Elias Canetti. Sie war Lektorin an der Universität Florenz, anschließend wissenschaftliche Mitarbeiterin im Literaturhaus am Inn. Von 2009 bis 2013 war sie Vorstandsmitglied des Brenner-Forums sowie Kuratoriumsmitglied des Brennerarchivs, veröffentlichte mehrere literaturwissenschaftliche Aufsätze, Rezensionen sowie Publikationen in Literaturzeitschriften. 2007 erschienen erste Texte in Anthologien und Literaturzeitschriften, 2010 der zum Rauriser Literaturpreis nominierte Debütroman „Wer getragen wird, braucht keine Schuhe“. Seither veröffentlichte sie Romane, Hörspiele, interdisziplinäre Bühnenstücke, die Novelle „Eulen fliegen lautlos“ und den Lyrikband „Nervenfieber“. Von Brigitte Schwens-Harrant wurde sie 2020 zum Ingeborg-Bachmann-Wettbewerb eingeladen. Ihr Werk wurde bislang in siebzehn Sprachen übersetzt und mit zahlreichen Preisen ausgezeichnet.

## Auszeichnungen
- 2007 Anerkennungspreis der Jury des Preises des Fürstentums Liechtenstein für wissenschaftliche Forschung an der Leopold-Franzens-Universität Innsbruck
- 2009 START Stipendium des BM:UKK
- 2010 Autorenprämie des BM:UKK
- 2010 Literaturförderstipendium der Stadt Innsbruck
- 2011 Nominierung für den Rauriser Literaturpreis
- 2011 Mentoringprojekt des BM:UKK
- 2011/12 Staatsstipendium für Literatur und Jahresstipendium der Literar-Mechana
- 2012 Alois-Vogel-Literaturpreis (in diesem Jahr erstmals vergeben)
- 2012 Nominierung für den Alpha Literaturpreis (Shortlist)
- 2015 Finalistin Literaturwettbewerb Wartholz
- 2015 Literaturpreis der Europäischen Union für Einmal muss ich über weiches Gras gelaufen sein
- 2016 Hilde-Zach-Literaturstipendium[4]
- 2019 Großes Literaturstipendium des Landes Tirol[5]
- 2021 Residenzprogramm der Stiftung Genshagen[6]
- 2021 Internationale Literaturdialoge[7]
- 2022 Österreichisches Projektstipendium für Literatur[8]

## Publikationen

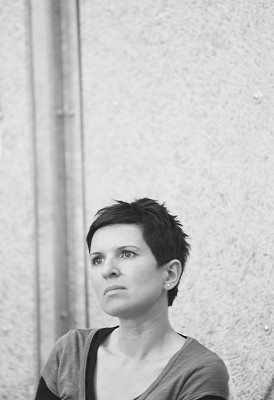
Carolina Schutti bei den Innsbrucker Wochenendgesprächen 2011

- Die Bibel in Elias Canettis ,Blendung‘. Eine Studie zur Intertextualität mit einem Verzeichnis der Bibelstellen. Diss. Innsbruck University Press, Innsbruck 2006, ISBN 3-901064-33-8.
- Wer getragen wird, braucht keine Schuhe. Otto Müller Verlag, Salzburg 2010, ISBN 978-3-7013-1178-1.
- Kalte Asche. Hörspiel. Musik: Ralph Schutti. Regie: Martin Sailer. Eine Produktion des ORF 2011.
- einmal muss ich über weiches Gras gelaufen sein. Otto Müller Verlag, Salzburg 2012, ISBN 978-3-7013-1193-4.
- ...lautlos Hörspiel. Regie: Martin Sailer. Eine Produktion des ORF 2014.
- Eulen fliegen lautlos. edition laurin, Innsbruck 2015, ISBN 978-3-902866-24-0.
- Nervenfieber. edition laurin, Innsbruck 2018, ISBN 978-3-902866-62-2.
- Patagonien edition laurin, Innsbruck 2020, ISBN 978-3-902866-85-1.
- Der Himmel ist ein kleiner Kreis. Literaturverlag Droschl 2021, ISBN 978-3-99059-072-0
- Meeresbrise. Literaturverlag Droschl 2023, ISBN 978-3-99059-126-0